# Skipper’s Bridge
Die Skipper’s Bridge ist eine Straßenbrücke nahe der schottischen Ortschaft Langholm in der Council Area Dumfries and Galloway. 1971 wurde das Bauwerk in die schottischen Denkmallisten zunächst in der Kategorie B aufgenommen. Die Hochstufung in die höchste Denkmalkategorie A erfolgte 1988.

## Beschreibung
Der Bau der rund 500 m südlich von Langholm gelegene Skipper’s Bridge wurde um 1693 aufgenommen und um 1700 abgeschlossen. Der Mauerwerksviadukt aus grob zu Quadern behauenem Bruchstein führt die A7 (Edinburgh–Carlisle) über den Esk. Die Bogenbrücke ist mit drei ausgemauerten Segmentbögen unterschiedlicher Dimension gearbeitet. Während der östliche und der zentrale Bogen mit Weiten von 13,6 m beziehungsweise 13,2 m nahezu identisch dimensioniert sind, ist der westliche Bogen mit einer Weite von 5,6 m deutlich kleiner. An den Pfeilern treten beidseitig spitze Eisbrecher heraus. An der Nordseite laufen sie in schlichten Pilastern aus. Diese Seite wurde im Zuge einer Erweiterung auf eine Breite von 6,1 m im Jahre 1809 neu aufgebaut. Gemauerte Brüstungen mit Natursteinkappen begrenzen die Fahrbahn.